# Lúa rẫy

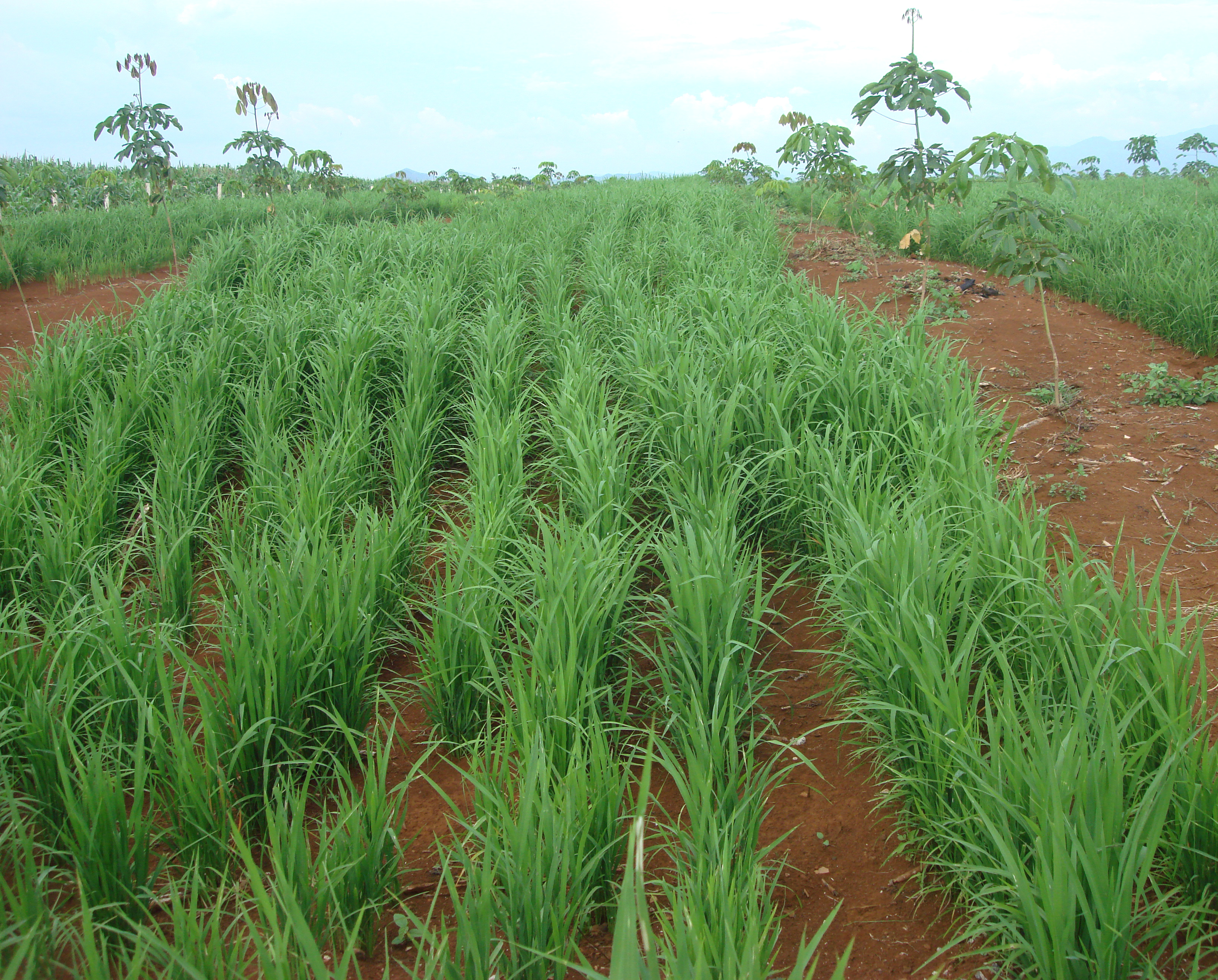
Lúa được trồng trên rẫy

Lúa rẫy hay Lúa nương là một loại lúa sống trên cạn, được trồng trên các vùng không có điều kiện làm ruộng. Việt Nam thường được trồng ở Tây Nguyên, nơi khí hậu chỉ có hai mùa rõ rệt mùa mưa và mùa nắng. Lúa chỉ được trồng vào mùa mưa trên đất đỏ Bazan, lượng nước cung cấp cho cây chỉ dựa và nhưng trận mưa. Thời gian từ gieo hạt cho đến thu hoạch khoảng 6 tháng, cách thức thu hoạch như lúa ruộng bình thường.